# Manuel Gago García
Manuel Gago García (Valladolid, 7 de març de 1925 - València, 29 de desembre de 1980) va ser un prolífic historietista espanyol, un dels més importants de l'Escola Valenciana de còmic. És el creador de la sèrie El Guerrero del Antifaz, entre moltes altres sèries, i fundador de les editorials Garga i Maga, ambdues anagrames del seu nom.

## Biografia

### Inicis
Manuel Gago va nàixer en 1925 a Valladolid, però va passar la seua infància entre Madrid i Albacete, ciutat en la qual el seu pare, antic comandant republicà, complia condemna per motius polítics. De formació autodidacta, envia a partir de 1942 les seues primeres historietes a Hispano Americana (El Espíritu de la Selva) y Marco (Viriato)  des del mateix sanatori on refà d'una Tuberculosi. També havia començat a treballar per a Editorial Valenciana amb diversos episodis solts, als quals seguirien a l'any següent les sèries Niño Gonzalo i Richard y Bakutu.
En 1944 va publicar, també per a Valenciana, la primera historieta del personatge que li donaria la fama, El Guerrero del Antifaz, sèrie d'aventures ambientada en l'Espanya dels Reis Catòlics i inspirada en una novel·la de Rafael Pérez i Pérez. Els guions del Guerrero del Antifaz van ser realitzats pel mateix Gago, el seu germà Pablo i Pedro Quesada. La sèrie va tenir un gran èxit des del principi i es va publicar ininterrompudament, en quaderns independents, fins a 1966, arribant a aconseguir tiratges de 200.000 exemplars.
Al mateix temps que desenvolupava les aventures del Guerrero del Antifaz, Gago va crear nous còmics, com Tonín el huerfanito i Alberto España, ambdós de 1944, La pandilla de los siete (1945) i El Pequeño Luchador (1945 - 1956). Este últim, ambientat en el Llunyà Oest, va tenir també un gran èxit. Presenta també en l'editorial als albacetencs Luis Bermejo i Miguel Quesada.

### Maduresa (1946-66)
En 1946 Gago es va traslladar definitivament a València, on realitza la sèrie El Temerario per a la revista homònima d'Editorial Valenciana, que el crític Pedro Porcel Torrens considera ja una obra de maduresa. Un any després, publicarà breument El Espadachín de Hierro (1947) en Toray, al costat d'Antonio Ayné Arnau, abans d'accedir a treballar exclusivament per a Editorial Valenciana.
En 1948 es va casar amb Teresa Quesada, germana de Miguel i Pedro.
Una altra sèrie d'èxit que va produir per aquestes dates és Purk, "el hombre de piedra" (1950-1957), ambientada en la prehistòria, amb guions del seu germà, Pablo Gago. En ella la seua fantasia, cada vegada més desbordada, produïa éssers com a homes-rinoceront i uns altres.
En 1950, després d'haver aconseguit unes noves condicions laborals que li permeten simultanejar altres editorials, Manuel Gago va crear una empresa pròpia amb els seus germans Pablo i Luis: l'efímera Editorial Garga, per la qual va realitzar quatre còmics d'aventures: El Misterioso X, El rey del Oeste, El Libertador i El Hijo de las Galeras. Després del fracàs del projecte, va iniciar amb el seu pare l'Editorial Maga, en la qual treballarien, a més d'ell mateix, dibuixants com José Ortiz, Luis Bermejo, Pedro Quesada o Eustaquio Segrelles, entre molts altres.
El ritme de treball que s'imposava bé pot qualificar-se de frenètic, perquè va arribar a dibuixar cinc sèries a la setmana. Para Maga, va realitzar 22 aventures, entre els quals destaquen El As de Espadas, El Defensor de la Cruz, El Corsario sin Rostro, Piel de Lobo i El Aguilucho; al mateix temps, a més del Guerrer de l'Antifaç, desenvolupava altres sèries per a Editorial Valenciana, com El guerrillero audaz (1962), i fins i tot va treballar per a Bruguera, amb El mosquetero azul (1962), escrita per Francisco González Ledesma.

### Últims anys (1973-1980)
En 1966 va optar per retirar-se del món del còmic, amb més de 27.000 pàgines dibuixades a l'esquena; no obstant això, a partir de 1973 va tornar a col·laborar amb Editorial Valenciana, i, en 1978, a causa de l'èxit d'una reedició de les historietes del personatge, va començar a publicar les Noves Aventures del Guerrero del Antifaz, en format vertical i en color, de les quals van arribar a aparèixer 110 números, quedant inconcluses per la seua defunció el 29 de desembre de 1980.
Després de la defunció de Manuel Gago, el seu personatge va ser registrat en l'Oficina Espanyola de Patents i Marques, però el 8 de novembre de 2005, el Jutjat de Primera Instància nº 17 de València, va anul·lar tal inscripció, reconeixent l'autoria a Manuel Gago, encara que sense concedir una indemnització als seus hereus.

## Estil, valoració i homenatges
Manuel Gago és una de les figures més importants de l'Edat d'Or del còmic valencià, a causa de l'èxit de les seves obres i la seua influència en autors coetanis, com Luis Bermejo, José Ortiz o Miguel Quesada.
El crític Pedro Porcel Torrens justifica l'èxit de l'autor:
No pot deixar d'esmentar, no obstant això, el descuit del seu dibuix, evident en la pobresa de decorats i iconografia, la qual atribueix a la sobreexplotació que va ser objecte per part de la indústria.
L'autor compta amb un carrer a la ciutat de València.

## Obra
Seguint a l'investigador Jesús Cuadrado, podem distingir les següents sèries i serials:
| Anys | Títol                                             | Guionista                              | Tipus                      | Publicació                       | Gènere                            |
| ---- | ------------------------------------------------- | -------------------------------------- | -------------------------- | -------------------------------- | --------------------------------- |
| 1940 | Selección Aventurera                              |                                        | Serial                     | Valenciana                       |                                   |
| 1944 | El Espíritu de la Selva                           |                                        | Serial                     | Hispano Americana                |                                   |
| 1943 | Carlos Ray, Corazón de Acero                      |                                        | Serial                     | Valenciana                       |                                   |
| 1943 |                                                   |                                        | Serial                     | "Grandes Películas" (Valenciana) |                                   |
| 1943 | El Niño Gonzalo                                   |                                        | Serial                     | Valenciana                       |                                   |
| 1943 | Aventuras de Richard y Bakutu                     |                                        | Serial                     | Valenciana                       |                                   |
| 1944 | El Guerrero del Antifaz                           | Manuel Gago, Pedro Quesada             | Serial                     | Valenciana                       | Històric                          |
| 1944 | El As del Trapecio/Alberto España y su perro Nick |                                        | Serial                     | Valenciana                       |                                   |
| 1943 | Tonín, el Huerfanito                              |                                        | Serial                     | Valenciana                       |                                   |
| 1945 | El Pequeño Luchador                               | Manuel Gago, Pedro Quesada             | Serial                     | Valenciana                       | Oesteada                          |
| 1945 | El Paso de las Termópilas                         | Kali                                   | Serie                      | "Flechas y Pelayos"              | Històric                          |
| 1945 | El pequeño enmascarado/La pandilla de los siete   | Pedro Quesada                          | Serial                     | Valenciana                       |                                   |
| 1945 | Aventuras de Bob Tayler, el Justiciero            |                                        | Serial                     | Valenciana                       |                                   |
| 1947 | El Espadachín de Hierro                           | Manuel Gago, Ayné Arnau                | Serial                     | Toray                            |                                   |
| 1948 | El Capitán León                                   |                                        | Serial                     | Marco                            |                                   |
| 1949 | Purk, el hombre de piedra                         | Pablo Gago                             | Serial                     | Valenciana                       | Fantástico                        |
| 1949 | El Temerario                                      |                                        | Serie                      | "El Temerario"                   | Oesteada                          |
| 1949 | La reina que no quiso morir                       |                                        | Serie                      | "Chicos" (1ª época)              |                                   |
| 1950 | El Misterioso X                                   | Pablo Gago                             | Serial                     | Garga                            |                                   |
| 1950 | El Rey del Oeste                                  | Pablo Gago                             | Serial                     | Garga                            |                                   |
| 1950 | El Libertador                                     |                                        | Serial                     | Garga                            |                                   |
| 1950 | El Hijo de las Galeras                            | Pablo Gago                             | Serial                     | Garga                            |                                   |
| 1951 | El Terrestre Invencible                           |                                        | Serie                      | "S.O.S." (1 època, Valenciana)   |                                   |
| 1951 |                                                   | Pablo Gago                             | Historieta auto-conclusiva | Leyenda y fantasía (Maga)        | Fantàstic, variant tebeo de fades |
| 1951 | El Pistolero Justiciero                           | Pedro Quesada                          | Serial                     | Maga                             |                                   |
| 1951 | Tony y Anita                                      | Pedro Quesada                          | Serial                     | Maga                             |                                   |
| 1952 | El Espadachín Enmascarado                         | Manuel Gago, Pablo Gago, Pedro Quesada | Serial                     | Valenciana                       |                                   |
| 1953 | El Caudillo Justiciero                            |                                        | Sèrie                      | "Jaimito" (1ª època, Valenciana) |                                   |
| 1954 | El As de Espadas                                  | Federico Amorós                        | Serial                     | Maga                             |                                   |
| 1955 | El Capitán España                                 | Manuel Gago, Pablo Gago                | Serial                     | Maga                             |                                   |
| 1955 | El Hijo de la Jungla                              | Pablo Gago                             | Serial                     | Maga                             |                                   |
| 1955 | Don Pedro Conde                                   | Manuel Gago, Pablo Gago                | Serial                     | Maga                             |                                   |
| 1956 | El Defensor de la Cruz                            | Pablo Gago, Pedro Quesada              | Serial                     | Maga                             |                                   |
| 1957 | El Club de los Cinco                              | Manuel Gago, Pablo Gago                | Serial                     | Maga                             |                                   |
| 1957 | El Capitán Valiente                               | Pedro Quesada                          | Serial                     | Maga                             |                                   |
| 1957 | Puño de Hierro                                    | Pedro Quesada                          | Serial                     | Maga                             |                                   |
| 1957 | El Paladín Audaz                                  | Manuel Gago, Pablo Gago                | Serial                     | Maga                             |                                   |
| 1958 | Marcos                                            | Pedro Quesada                          | Serial                     | Maga                             | Ciencia ficció                    |
| 1958 | El Duque Negro                                    | Pedro Quesada                          | Serial                     | Maga                             | Històric                          |
| 1958 | Jungla                                            | Pedro Quesada                          | Serial                     | Maga                             |                                   |
| 1959 | Aguilucho, El                                     | Pedro Quesada                          | Serial                     | Maga                             | Ciencia ficción                   |
| 1959 | Piel de Lobo                                      | Antonio de Laiglesia                   | Serial                     | Maga                             | Fantàstic                         |
| 1959 | El Corsario sin Rostro                            | Manuel Gago, Federico Amorós           | Serial                     | Maga                             | Històric, variant pirates         |
| 1960 | Jim Alegrías                                      | Pedro Quesada                          | Serial                     | Maga                             |                                   |
| 1961 | El Patriota                                       | Pedro Quesada                          | Serial                     | Valenciana                       |                                   |
| 1961 | Hombres Heroicos                                  | Pedro Quesada                          | Serial                     | Maga                             |                                   |
| 1961 | El Cruzado Negro                                  | Manuel Gago, ¿Federico Amorós?         | Serial                     | Maga                             |                                   |
| 1962 | El Gran Bush                                      |                                        | Serial                     | Maga                             |                                   |
| 1962 | Castor                                            |                                        | Serial                     | Maga                             |                                   |
| 1962 | El mosquetero azul                                | Silver Kane, C. Lotti                  | Serial                     | Bruguera                         | Històric                          |
| 1962 | El Guerrillero Audaz                              | Pedro Quesada                          | Serial                     | Valenciana                       |                                   |
| 1963 | Espíritu del Oeste                                | Pedro Quesada                          | Serial                     | Maga                             |                                   |
| 1963 | El Terremoto Marino                               |                                        | Serial                     | Maga                             |                                   |
| 1964 | El Caballero Valor                                |                                        | Serie                      | "Pantera Negra"                  |                                   |
| 1964 | La Cuadrilla Terremoto                            |                                        | Serie                      | "Flecha Roja"                    |                                   |
| 1964 | Mi tío y yo                                       | Pablo Gago                             | Serial                     | Maga                             |                                   |
| 1966 | El Acróbata Terremoto                             | Manuel Gago                            | Serial                     | Maga                             |                                   |
| 1966 | El Halcón Alegre                                  | Manuel Gago                            | Serial                     | Gogar                            |                                   |
| 1966 | Jimmy, reportero gráfico                          |                                        | Serial                     | Gogar                            |                                   |
| 1966 | Cameron Kid                                       |                                        | Serial                     | Gogar                            |                                   |
| 1973 | Matt West, el Justiciero                          |                                        | Sèrie                      | "Jaimito" (Valenciana)           |                                   |
| 1979 | Nuevas Aventuras de El Guerrero del Antifaz       |                                        | Serial                     | Valenciana                       |                                   |